# Gesetzesvorbehalt
Ein Gesetzesvorbehalt ist eine verfassungsrechtliche Grundrechtsschranke. Grundrechte mit Gesetzesvorbehalt dürfen nur durch (formelles) Gesetz oder aufgrund eines solchen Gesetzes (Rechtsverordnung, Satzung, Verwaltungsakt, Urteil) eingeschränkt werden.
Es handelt sich zugleich um eine Kompetenzzuweisung an das demokratisch in besonderer Weise legitimierte, nach öffentlicher Diskussion entscheidende Parlament (Parlamentsvorbehalt), dem die verfassungsrechtliche Ermächtigung zur Grundrechtsbeschränkung insoweit vorbehalten ist.
Bei Grundrechten mit verfassungsunmittelbaren Schranken enthält die Verfassung selbst die Voraussetzungen für die Rechtfertigung eines Eingriffs (Art. 13 Abs. 7 HS 1 GG), Grundrechte ohne Gesetzesvorbehalt sind nur durch kollidierende Grundrechte Dritter oder durch andere mit Verfassungsrang ausgestattete Rechtsgüter einschränkbar (Art. 5 Abs. 3, Art. 9 Abs. 3 GG).

## Geschichte
In einem absolutistischen Staat konnte der Monarch frei wählen, ob er sich zur Ausübung seiner Herrschaft der Form des Gesetzes, der Verordnung oder des Einzelaktes bediente. Im Zeitalter des Konstitutionalismus, der die Macht des Monarchen durch eine Verfassung beschränken wollte, wurde die Gesetzgebung allein dem Parlament zugewiesen. Damit waren Grundrechte als Bestandteil der Verfassung außerhalb der Reichweite von Monarch und Exekutive. Daraus entstand aber die Frage, wann ein Gesetz notwendig sei und wann die vom Monarchen geleitete Verwaltung selbst tätig werden dürfe. Zur Abgrenzung dieser Zuständigkeitsfrage wurde die Freiheit- und Eigentums-Formel entwickelt: Ein Gesetz (und damit die Mitwirkung der Volksvertreter) ist dann erforderlich, wenn in Eigentum und Freiheit der Bürger eingegriffen werden sollte. Durch die Mitwirkung des Volkes an der Gesetzgebung sah man Eigentums- und Freiheitsrechte der Bürger als ausreichend gesichert an.

## Deutschland

### Arten: Einfacher und qualifizierter Gesetzesvorbehalt
Ein Vorbehalt kann in allgemeiner Form (einfacher Gesetzesvorbehalt) gestaltet sein. Diese Gesetzesvorbehalte gelten dann überwiegend unbeschränkt.
„In diese Rechte darf nur auf Grund eines Gesetzes eingegriffen werden.“ (Art. 2 Abs. 2 Satz 3 GG)
„Inhalt und Schranken werden durch die Gesetze bestimmt.“ (Art. 14 Abs. 1 Satz 2 GG)
Oder in qualifizierter Form (qualifizierter Gesetzesvorbehalt): Diese Gesetzesvorbehalte werden näher bestimmt und beschränkt.
„Dieses Recht darf nur durch Gesetz oder auf Grund eines Gesetzes und nur für die Fälle eingeschränkt werden, in denen eine ausreichende Lebensgrundlage nicht vorhanden ist und der Allgemeinheit daraus besondere Lasten entstehen würden oder in denen es zur Abwehr einer drohenden Gefahr für den Bestand oder die freiheitliche demokratische Grundordnung des Bundes oder eines Landes, zur Bekämpfung von Seuchengefahr, Naturkatastrophen oder besonders schweren Unglücksfällen, zum Schutze der Jugend vor Verwahrlosung oder um strafbaren Handlungen vorzubeugen, erforderlich ist.“ (Art. 11 Abs. 2 GG)
„Eine Enteignung ist nur zum Wohle der Allgemeinheit zulässig. Sie darf nur durch Gesetz oder auf Grund eines Gesetzes erfolgen, das Art und Ausmaß der Entschädigung regelt. Die Entschädigung ist unter gerechter Abwägung der Interessen der Allgemeinheit und der Beteiligten zu bestimmen.“ (Art. 14 Abs. 3 GG)
„Durch Gesetz kann eine abweichende Regelung für Auslieferungen an einen Mitgliedstaat der Europäischen Union oder an einen internationalen Gerichtshof getroffen werden, soweit rechtsstaatliche Grundsätze gewahrt sind.“ (Art. 16 Abs. 2 S. 2 GG)
Einfache und qualifizierte Gesetzesvorbehalte können das Grundrecht unmittelbar einschränken („self-executing“) oder die Verwaltung erst zu Eingriffen ermächtigen (Eingriffsermächtigung).

### Sogenannte vorbehaltslose Grundrechte
Andere Grundrechte sehen gar keinen Vorbehalt vor (Kunstfreiheit, Religionsfreiheit). Diese Grundrechte sind vorbehaltlos, aber nicht schrankenlos. Es bestehen nämlich Schranken, die in der Natur der Grundrechte angelegt sind: Aus dem Prinzip der Einheit der Verfassung können auch vorbehaltlose Grundrechte durch kollidierendes Verfassungsrecht eingeschränkt werden (verfassungsimmanente Schranken, vgl. Praktische Konkordanz). Solch kollidierendes Verfassungsrecht sind insbesondere Grundrechte Dritter und außerdem andere mit Verfassungsrang ausgestattete Rechtsgüter. Nach herrschender Meinung ist auch in solchen Fällen eine gesetzliche Grundlage erforderlich, die zwischen den widerstreitenden Prinzipien abwägt. Der Grund für dieses Erfordernis ist nicht etwa ein Gesetzesvorbehalt, der ja gerade fehlt, sondern das weitergehende Prinzip des Vorbehalts des Gesetzes.

### Grenzen der Einschränkbarkeit: Schrankenschranken
Allerdings ist der deutsche Gesetzgeber unter dem Grundgesetz nicht mehr frei, Grundrechte durch Gesetze einzuschränken. Die Erfahrungen der nationalsozialistischen Diktatur hatten gezeigt, dass selbst einer demokratischen Mehrheit dauerhafte Machtgrenzen gesetzt werden müssen. Demnach binden die Grundrechte nicht mehr nur Verwaltung und Gerichte, sondern auch den zu ihrer Einschränkung befugten Gesetzgeber (Art. 1 Abs. 3 GG). Dieser ist darüber hinaus an die Verfassung gebunden (Art. 20 Abs. 3 GG). Dies geschieht durch sog. Schrankenschranken: dem Gesetz, das die Grundrechte beschränkt (Schranke), sind selbst Schranken gesetzt (Schrankenschranken). Dazu gehören insbesondere:
- das Zitiergebot: das einzuschränkende Grundrecht muss benannt werden (Art. 19 Abs. 1 Satz 2 GG)
- die Wesensgehaltsgarantie: das einzuschränkende Grundrecht darf in seinem Kern nicht angetastet werden (Art. 19 Abs. 2 GG)
- das Verbot des Einzelfallgesetzes (Art. 19 Abs. 1 Satz 1 GG)
- das Übermaßverbot (Verhältnismäßigkeitsprinzip)
- Zugang zu gerichtlichem Rechtsschutz
- Bindung durch die Grundrechte als unmittelbar geltendes Recht – sie bedürfen ihrerseits nicht einer einfachgesetzlichen Transformation in praktikables Recht, sie sind es
- Schutz- und Achtungsanspruch der Menschenwürde.

Zugleich wurde mit dem Bundesverfassungsgericht ein Organ geschaffen, das die Einhaltung dieser Regelungen effektiv überwachen kann. Verstößt ein einschränkendes Gesetz gegen die Schrankenschranken, ist es verfassungswidrig und damit für nichtig zu erklären. Diesem Konzept des Grundgesetzes mag man ein Defizit an Demokratie vorwerfen. Demgegenüber ergibt sich aber ein erheblicher Gewinn an Rechtsstaatlichkeit.

### Abgrenzung zum Vorbehalt des Gesetzes
Der Gesetzesvorbehalt ist nicht mit dem Vorbehalt des Gesetzes zu verwechseln. Letzterer ist ein Element des allgemeinen Rechtsstaatsprinzips, während der Gesetzesvorbehalt zur Grundrechtsdogmatik zählt und bestimmt, unter welchen Voraussetzungen in den Schutzbereich eines bestimmten Grundrechts eingegriffen werden darf. Gleichwohl behandelt die Literatur die beiden Begriffe häufig synonym. Das ist aber verwirrend und daher zum Verständnis und zur Abgrenzung der dogmatischen Figuren nicht hilfreich.

### Verwandte Prinzipien
Eine abgeschwächte Form des Gesetzesvorbehalts ist der Rechtssatzvorbehalt, der kein formelles Parlamentsgesetz, sondern jede Rechtsnorm (Gesetz im materiellen Sinne) ausreichen lässt. So steht etwa die Allgemeine Handlungsfreiheit unter dem Vorbehalt der verfassungsmäßigen Ordnung, kann also auch durch Rechtsverordnung oder Satzung beschränkt werden.

## Italien
Auch in den deutschen (bzw. Südtiroler) Benennungen für Begriffe der Rechtslehre der Italienischen Republik findet sich der Begriff „Gesetzesvorbehalt“ für das Konzept der „riserva di legge“. Die Bedeutung ist weitgehend dieselbe wie jene des bundesdeutschen Rechtsbegriffes: bestimmte Bereiche werden der Regelung durch Normen der primären Ebene (welche in der italienischen Rechtslehre jene der Gesetzesbestimmungen ist) „reserviert“.
Die häufige Verwendung dieses Instrumentes entsteht aus denselben Erfahrungen, wie sie die Bundesrepublik Deutschland (freilich in noch verstärkterer Form) teilt. Die Notwendigkeit der Beschränkung der Eingriffsmöglichkeit in die Freiheit und den Alltag der Bürger wurde zum Zeitpunkt der Verfassungsgebung, welche 1947/48 unter dem Eindruck der über zwanzig Jahre dauernden faschistischen Diktatur stattfand, offensichtlich. Der demokratisch gewählten Volksvertretung wird zugedacht, als einziges Organ die Legitimation und die Weisheit innezuhaben, die grundsätzliche Regelung der Eingriffe in die Freiheitssphäre der Bürger vornehmen zu können. Sie steht dabei selbst unter der Kontrolle des Verfassungsgerichtshofes, welcher die Einhaltung der verschiedenen durch die Gesetzesvorbehalte gezogenen Schranken überprüft.
Grundrechte dürfen in allen Fällen nur durch Gesetze beschränkt werden. Artikel 13 Abs. 1 und 2 lautet beispielsweise:
„Die persönliche Freiheit ist unverletzlich.
Unzulässig ist jegliche Form des Gewahrsams, der Überwachung oder Durchsuchung von Personen und jede andere Einschränkung der persönlichen Freiheit, es sei denn auf Grund einer begründeten Verfügung der Gerichtsbehörde und nur in den durch das Gesetz vorgesehenen Fällen und Formen.“
Dieser Artikel weist eine weitere Besonderheit auf, indem er neben dem Gesetzesvorbehalt auch noch eine richterliche Verfügung zur Bedingung der Einschränkung der persönlichen Freiheit macht.
Ähnlich wie in der Bundesrepublik kann auch der italienische Gesetzgeber in der Beschränkung der Grundrechte nicht völlig willkürlich vorgehen. Die Erstellung und verfassungsrechtliche Verankerung eines Kataloges der Grundrechte sowie seine Ausstattung mit Gesetzesvorbehalten zu einer im Sinne des Allgemeinwohls zulässigen Einschränkung wäre vollkommen sinnfrei, wenn sich der Gesetzesvorbehalt dazu verwenden ließe, die Grundrechte vollkommen auszuhöhlen. Es gilt also, dass jedes Grundrecht in seinem Wesenskern (nucleo essenziale) nicht angetastet werden darf; so weit und nicht weiter reicht der Gesetzesvorbehalt. Es ist also nicht möglich, etwa per Gesetz die persönliche Freiheit komplett abzuschaffen, auch wenn dies aus einfacher Textlektüre hervorgehen mag.
Der Verfassungsgerichtshof hat überdies erkannt, dass dies nicht nur für Gesetze gilt, sondern nicht einmal Verfassungsgesetze diesen Kern einreißen können, da die Verfassung kein einfacher Gesetzestext sei, den man hier und da willkürlich abändern könne, sondern eine innere Harmonie aufweisen müsse. Die Grundrechte seien ein solch elementarer Teil des Gesamtkonzeptes der (liberalen, rechtsstaatlichen, dem Schutz der Menschenrechte verpflichteten) Verfassung, als dass selbige ohne deren zumindest grundsätzliche Einhaltung bedeutungslos würde.

### Arten
Der sog. „einfache“ Gesetzesvorbehalt schreibt lediglich vor, dass die Regelung der Materie durch Gesetz zu erfolgen hat. Artikel 23 der Verfassung bestimmt:
„Keine persönliche oder vermögensrechtliche Leistung darf außer durch Gesetz auferlegt werden.“
Maßnahmen wie z. B. die Einberufung in die Streitkräfte, Laiengerichtsbarkeit oder Besteuerung dürfen also nur auf Grundlage eines Gesetzes durchgeführt werden.

„Verstärkt“ ist der Gesetzesvorbehalt, wenn er nicht nur das Gesetz als Rechtsquelle, sondern auch Vorgaben bezüglich des zu treffenden Regelungsinhaltes angibt. Artikel 16 lautet:
„Jeder Staatsbürger kann sich frei in jedem Teil des Staatsgebietes bewegen und aufhalten, vorbehaltlich der Beschränkungen, die das Gesetz aus Gründen der Gesundheit oder Sicherheit allgemein vorschreibt.“
Die Freizügigkeit der Staatsbürger kann also nur eingeschränkt werden, wenn gewichtige Gründe vorliegen, so z. B. zur Verhinderung der Ausbreitung von Epidemien oder zur Terrorismusbekämpfung.
In der Rechtsordnung der Republik nicht nur die Kammern die Befugnis zum Erlass von Gesetzesbestimmungen, sondern auch die Regionen (in den Schranken ihrer Zuständigkeit) und, in gewissem Maße, auch die Regierung selbst: diese kann durch den Erlass von Akten mit Gesetzeskraft selbst auf der primären Ebene der Rechtsquellen Normen setzen, was im Hinblick auf die Gewaltenteilung als sensibler Punkt zu betrachten ist. Damit gewisse Sachbereiche nur durch das Parlament geregelt werden können, werden diese mit einem „formellen“ Gesetzesvorbehalt ausgestattet. Dies bedeutet, dass sie nur durch ein formelles Gesetz, also nur durch ein von den Kammern verabschiedetes Gesetz, geregelt werden dürfen. Dies betrifft zumeist Sachbereiche, deren Regelung schon aus Gründen der Gewaltenteilung den Kammern verbleiben muss: so können nur sie die Regierung dazu ermächtigen, gesetzesvertretende Dekrete auszuarbeiten (Art. 76 Verf.); ebenfalls kann die Geschäftsordnung der Kammern, welche ein formelles Gesetz ist, nur durch jene selbst beschlossen werden (Art. 64 Abs. 1). Auch der Kriegszustand muss vom Parlament beschlossen werden und die Regierung erhält Kriegsvollmachten nur durch die Kammern (Art. 78); der Haushalt ist von den Kammern zu bestätigen (Art. 81 Abs. 1 Verf.), der Präsident der Republik kann nur durch jene dazu ermächtigt werden, internationale Verträge zu unterzeichnen (Art. 87 Abs. 8 Verf.).
Eine wesentlich striktere Form des Gesetzesvorbehalts ist der Verfassungsgesetzesvorbehalt. Die Verfassung sieht vor, dass bestimmte Sachbereiche nur durch eine weitere Norm im Verfassungsrang geregelt werden dürfen. Dieser Vorbehalt ist allerdings recht spärlich gesät und wird nur zwei Mal verwendet. Erstens darf die Verfassung (klarerweise) nur durch ein Verfassungsgesetz geändert (bzw. erweitert) werden. Zweitens können die Voraussetzungen, die Formen und die Fristen bezüglich der Verfahren vor dem Verfassungsgerichtshof sowie die Bestimmungen über die Unabhängigkeit der Richter (nur) durch Verfassungsgesetz festgelegt werden (in Unterschied zu den übrigen Vorschriften, welche lediglich einem einfachen Gesetzesvorbehalt unterworfen sind). Dies soll Unabhängigkeit und Beständigkeit des Verfassungsgerichtshof, welcher als Garant der Verfassungsordnung und der Grundrechte auch über die Einhaltung der Gesetzesvorbehalte durch den Gesetzgeber zu achten hat, zementieren.

### Weiteres
Im IV. Titel der italienischen Verfassung wird der Gesetzesvorbehalt zudem verwendet, um in gewissen Sachbereichen der Gebietskörperschaft Staat den Vorzug vor den anderen zu geben und ihre grundsätzlich übergeordnete und koordinierende Rolle zu betonen. Staatsgesetze sind hierbei die materiellen Gesetze der Kammern sowie Akte mit Gesetzeskraft. Beispielsweise bestimmt Artikel 117 Abs. 9 folgendes: 
„Die Region kann für Sachgebiete in ihrem Zuständigkeitsbereich Abkommen mit Staaten und Vereinbarungen mit Gebietskörperschaften eines anderen Staates in den durch Staatsgesetzen geregelten Fällen und Formen abschließen.“
Gemäß Artikel 114 Abs. 3 ist vorgesehen, der Hauptstadt Rom eine besondere Grundordnung zu geben, welche mit Staatsgesetz zu bestimmen sei, was einen beträchtlichen Eingriff in die Zuständigkeiten der Region Latium darstellt.